# Тасін Георгій Миколайович
Гео́ргій Микола́йович Та́сін (справжнє прізвище Розов; нар. 10 (22) березня 1895, Шумячі — пом. 6 травня 1956, Київ) — радянський український кінорежисер і сценарист. Лауреат Сталінської премії (1948).

## Біографія
Народився 10 (22 березня) 1895 року в селі Шумячах (нині селище міського типу Смоленської області). У 1917 році закінчив юридичний факультет Петроградського психоневрологічного інституту. З 1918 року літературний співробітник київських газет та інструктор Політуправління РСЧА. З 1920 року — голова Київського окружного кінофотокомітета. Член РКП(б) з 1921 року.
У 1923—1924 роки — директор Одеської кінофабрики, в 1925—1927 роки перший директор Ялтинської кінофабрики ВУФКУ.
У 1924—1925 роки — режисер правління ВУФКУ в Харкові і редактор-постановник кіножурналів «Маховик» і «Кінотиждень».
У 1929—1941 роки — режисер Одеської кіностудії.
У роки німецько-радянської війни працював на Ташкентській кіностудії.
З 1944 року режисер Київської кіностудії документальних фільмів, відповідальний редактор кіножурналу «Радянська Україна».

Могила Георгія Тасіна

Помер 6 травня 1956 року в Києві. Похований в Києві на Байковому кладовищі.

## Фільмографія

### Сценарист
- «Герої і мученики Паризької комуни» (1921)
- «Квіти на камені» (1922)
- «Привид блукає Європою» (1923)
- «Октябрина» (1924)
- «Арсенальці» (1925)
- «Джіммі Гіґґінс» (1928, за Е. Сінклером; у співавт.)
- «Атака» (1932)
- «Кармелюк» (1938, у співавт.)
- Бойова кінозбірка «Юні партизани» (1942, у співавт.)

### Режисер-постановник
- «Атака» (1932)
- «Велика гра» (1934, Київська кінофабрика «Українфільм»)

на Одеській кіностудії:
- «Алім» (1926)
- «Ордер на арешт» (1926)
- «Джіммі Гіґґінс» (за Е. Сінклером, 1928)
- «Нічний візник» (1929)
- «Назар Стодоля» (за Т. Шевченком, 1937)
- «Кармелюк» (1938)
- «Дочка моряка» (1941)
- «Остання черга» (1941, Одеська кіностудія, Ташкентська кіностудія)

Документальні фільми на Київській кіностудії (з 1944 року):
- «Київ» (1944)
- «Пісня про Україну» (1955) та ін.

## Нагороди
- Сталінська премія (1948)
- Нагороджений орденом «Знак Пошани» і медаллю